# Quinn (fodboldspiller)
Quinn (tidligere kendt som: Rebecca Catherine Quinn; født 11. august 1995) er en non-binær canadisk fodboldspiller, der spiller som forsvar for amerikanske OL Reign i National Women's Soccer League og Canadas kvindefodboldlandshold, siden 2013.
De har tidligere spillet for Toronto Lady Lynx, hvor hun startede sin professionelle karriere, Washington Spirit i NWSL, franske Paris FC.
De var med til at vinde bronze ved Sommer-OL 2016 i Rio de Janeiro.

## Meritter

### Landshold
- Sommer-OL:
  - Bronze: 2016
- Algarve Cup:
  - Guld: 2016
- Four Nations Tournament :
  - Guld: 2015